# Нью-Мілфорд (Іллінойс)
Нью-Мілфорд (англ. New Milford) — селище (англ. village) в США, в окрузі Віннебаґо штату Іллінойс. Населення — 794 особи (2020).

## Географія
Нью-Мілфорд розташований за координатами 42°10′49″ пн. ш. 89°3′33″ зх. д. / 42.18028° пн. ш. 89.05917° зх. д. (42.180319, -89.059217).  За даними Бюро перепису населення США в 2010 році селище мало площу 3,83 км², з яких 3,75 км² — суходіл та 0,07 км² — водойми.

## Демографія
Згідно з переписом 2010 року, у селищі мешкало 697 осіб у 277 домогосподарствах у складі 192 родин. Густота населення становила 182 особи/км².  Було 296 помешкань (77/км²).
Расовий склад населення:
| - 83,6 % — білих - 6,2 % — азіатів - 5,0 % — чорних або афроамериканців - 0,6 % — корінних американців - 1,6 % — осіб інших рас |

До двох чи більше рас належало 3,0 %. Частка іспаномовних становила 8,0 % від усіх жителів.
За віковим діапазоном населення розподілялося таким чином: 24,2 % — особи молодші 18 років, 61,2 % — особи у віці 18—64 років, 14,6 % — особи у віці 65 років та старші. Медіана віку мешканця становила 42,3 року. На 100 осіб жіночої статі у селищі припадало 104,4 чоловіків;  на 100 жінок у віці від 18 років та старших — 98,5 чоловіків також старших 18 років.
Середній дохід на одне домашнє господарство  становив 65 032 долари США (медіана — 55 000), а середній дохід на одну сім'ю — 65 944 долари (медіана — 52 250). За межею бідності перебувало 14,5 % осіб, у тому числі 26,3 % дітей у віці до 18 років та 5,7 % осіб у віці 65 років та старших.
Цивільне працевлаштоване населення становило 333 особи. Основні галузі зайнятості: виробництво — 27,9 %, освіта, охорона здоров'я та соціальна допомога — 20,1 %, інформація — 13,8 %.